# Interlands Schots voetbalelftal 1980-1989
Deze pagina toont een chronologisch en gedetailleerd overzicht van de interlands die het Schots voetbalelftal heeft gespeeld in de periode 1980 – 1989.

## Interlands

### 1980
|                                                                          |                                                                               |       |                    |                                                                               |
| 26 maart EK 1980 kwalificatie № 433 «onderlinge duels» 20:00 uur (UTC+1) | Schotland                                                                     | 4 – 1 | Portugal           | Hampden Park, Glasgow Toeschouwers: 26.762 Scheidsrechter: Robert Wurtz (FRA) |
| 26 maart EK 1980 kwalificatie № 433 «onderlinge duels» 20:00 uur (UTC+1) | Kenny Dalglish 6' Andy Gray 26' Steve Archibald 68' Archie Gemmill 84' (pen.) |       | 74' Fernando Gomes | Hampden Park, Glasgow Toeschouwers: 26.762 Scheidsrechter: Robert Wurtz (FRA) |

|                                                                                  |                    |       |           |                                                                               |
| 16 mei British Home Championship 1980 № 434 «onderlinge duels» 19:00 uur (UTC+1) | Noord-Ierland      | 1 – 0 | Schotland | Windsor Park, Belfast Toeschouwers: 18.000 Scheidsrechter: Clive Thomas (WAL) |
| 16 mei British Home Championship 1980 № 434 «onderlinge duels» 19:00 uur (UTC+1) | Billy Hamilton 36' |       |           | Windsor Park, Belfast Toeschouwers: 18.000 Scheidsrechter: Clive Thomas (WAL) |

|                                                                                  |                   |       |       |                                                                              |
| 21 mei British Home Championship 1980 № 435 «onderlinge duels» 20:00 uur (UTC+1) | Schotland         | 1 – 0 | Wales | Hampden Park, Glasgow Toeschouwers: 31.359 Scheidsrechter: Hugh Wilson (NIR) |
| 21 mei British Home Championship 1980 № 435 «onderlinge duels» 20:00 uur (UTC+1) | Willie Miller 26' |       |       | Hampden Park, Glasgow Toeschouwers: 31.359 Scheidsrechter: Hugh Wilson (NIR) |

|                                                                                  |           |                                      |          |                                                                                  |
| 24 mei British Home Championship 1980 № 436 «onderlinge duels» 15:00 uur (UTC+1) | Schotland | 0 – 2                                | Engeland | Hampden Park, Glasgow Toeschouwers: 85.500 Scheidsrechter: António Garrido (POR) |
| 24 mei British Home Championship 1980 № 436 «onderlinge duels» 15:00 uur (UTC+1) |           | 8' Trevor Brooking 75' Steve Coppell |          | Hampden Park, Glasgow Toeschouwers: 85.500 Scheidsrechter: António Garrido (POR) |

|                                                                     |                     |       |           |                                                                                      |
| 28 mei Vriendschappelijk № 437 «onderlinge duels» 17:00 uur (UTC+2) | Polen               | 1 – 0 | Schotland | Stadion im. 22 lipca, Poznań Toeschouwers: 20.000 Scheidsrechter: Ivan Yosifov (BUL) |
| 28 mei Vriendschappelijk № 437 «onderlinge duels» 17:00 uur (UTC+2) | Zbigniew Boniek 69' |       |           | Stadion im. 22 lipca, Poznań Toeschouwers: 20.000 Scheidsrechter: Ivan Yosifov (BUL) |

|                                                                     |                                                          |       |                     |                                                                               |
| 31 mei Vriendschappelijk № 438 «onderlinge duels» 20:00 uur (UTC+2) | Hongarije                                                | 3 – 1 | Schotland           | Népstadion, Boedapest Toeschouwers: 6.600 Scheidsrechter: Jakob Baumann (SUI) |
| 31 mei Vriendschappelijk № 438 «onderlinge duels» 20:00 uur (UTC+2) | András Törőcsik 6' András Törőcsik 69' Zoltán Kereki 76' |       | 75' Steve Archibald | Népstadion, Boedapest Toeschouwers: 6.600 Scheidsrechter: Jakob Baumann (SUI) |

|                                                                              |        |                     |           |                                                                               |
| 10 september WK 1982 kwalificatie № 439 «onderlinge duels» 19:00 uur (UTC+2) | Zweden | 0 – 1               | Schotland | Råsundastadion, Solna Toeschouwers: 39.831 Scheidsrechter: Franz Wöhrer (AUT) |
| 10 september WK 1982 kwalificatie № 439 «onderlinge duels» 19:00 uur (UTC+2) |        | 72' Gordon Strachan |           | Råsundastadion, Solna Toeschouwers: 39.831 Scheidsrechter: Franz Wöhrer (AUT) |

|                                                                            |           |       |          |                                                                              |
| 15 oktober WK 1982 kwalificatie № 440 «onderlinge duels» 20:00 uur (UTC+1) | Schotland | 0 – 0 | Portugal | Hampden Park, Glasgow Toeschouwers: 60.765 Scheidsrechter: Jan Redelfs (FRG) |
| 15 oktober WK 1982 kwalificatie № 440 «onderlinge duels» 20:00 uur (UTC+1) |           |       |          | Hampden Park, Glasgow Toeschouwers: 60.765 Scheidsrechter: Jan Redelfs (FRG) |

### 1981
|                                                                             |        |                    |           |                                                                                     |
| 25 februari WK 1982 kwalificatie № 441 «onderlinge duels» 15:30 uur (UTC+2) | Israël | 0 – 1              | Schotland | Ramat Ganstadion, Ramat Gan Toeschouwers: 45.000 Scheidsrechter: Otto Anderco (ROU) |
| 25 februari WK 1982 kwalificatie № 441 «onderlinge duels» 15:30 uur (UTC+2) |        | 54' Kenny Dalglish |           | Ramat Ganstadion, Ramat Gan Toeschouwers: 45.000 Scheidsrechter: Otto Anderco (ROU) |

|                                                                        |               |       |                    |                                                                                  |
| 25 maart WK 1982 kwalificatie № 442 «onderlinge duels» 20:00 uur (UTC) | Schotland     | 1 – 1 | Noord-Ierland      | Hampden Park, Glasgow Toeschouwers: 78.444 Scheidsrechter: Klaus Scheurell (DDR) |
| 25 maart WK 1982 kwalificatie № 442 «onderlinge duels» 20:00 uur (UTC) | John Wark 75' |       | 70' Billy Hamilton | Hampden Park, Glasgow Toeschouwers: 78.444 Scheidsrechter: Klaus Scheurell (DDR) |

|                                                                          |                                                                      |       |                 |                                                                                       |
| 28 april WK 1982 kwalificatie № 443 «onderlinge duels» 20:00 uur (UTC+1) | Schotland                                                            | 3 – 1 | Israël          | Hampden Park, Glasgow Toeschouwers: 61.489 Scheidsrechter: Guðmundur Haraldsson (ISL) |
| 28 april WK 1982 kwalificatie № 443 «onderlinge duels» 20:00 uur (UTC+1) | John Robertson 21' (pen.) John Robertson 31' (pen.) David Provan 54' |       | 57' Moshe Sinai | Hampden Park, Glasgow Toeschouwers: 61.489 Scheidsrechter: Guðmundur Haraldsson (ISL) |

|                                                                                  |                             |       |           |                                                                                 |
| 16 mei British Home Championship 1981 № 444 «onderlinge duels» 15:00 uur (UTC+1) | Wales                       | 2 – 0 | Schotland | Vetch Field, Swansea Toeschouwers: 18.935 Scheidsrechter: Oliver Donnelly (NIR) |
| 16 mei British Home Championship 1981 № 444 «onderlinge duels» 15:00 uur (UTC+1) | Ian Walsh 17' Ian Walsh 20' |       |           | Vetch Field, Swansea Toeschouwers: 18.935 Scheidsrechter: Oliver Donnelly (NIR) |

|                                                                                  |                                    |       |               |                                                                                |
| 19 mei British Home Championship 1981 № 445 «onderlinge duels» 20:00 uur (UTC+1) | Schotland                          | 2 – 0 | Noord-Ierland | Hampden Park, Glasgow Toeschouwers: 22.448 Scheidsrechter: Pat Partridge (ENG) |
| 19 mei British Home Championship 1981 № 445 «onderlinge duels» 20:00 uur (UTC+1) | Ray Stewart 5' Steve Archibald 49' |       |               | Hampden Park, Glasgow Toeschouwers: 22.448 Scheidsrechter: Pat Partridge (ENG) |

|                                                                                  |          |                           |           |                                                                                 |
| 23 mei British Home Championship 1981 № 446 «onderlinge duels» 15:00 uur (UTC+1) | Engeland | 0 – 1                     | Schotland | Wembley Stadium, Londen Toeschouwers: 90.000 Scheidsrechter: Robert Wurtz (FRA) |
| 23 mei British Home Championship 1981 № 446 «onderlinge duels» 15:00 uur (UTC+1) |          | 64' (pen.) John Robertson |           | Wembley Stadium, Londen Toeschouwers: 90.000 Scheidsrechter: Robert Wurtz (FRA) |

|                                                                             |                                          |       |        |                                                                              |
| 9 september WK 1982 kwalificatie № 447 «onderlinge duels» 20:00 uur (UTC+1) | Schotland                                | 2 – 0 | Zweden | Hampden Park, Glasgow Toeschouwers: 81.511 Scheidsrechter: André Daina (SUI) |
| 9 september WK 1982 kwalificatie № 447 «onderlinge duels» 20:00 uur (UTC+1) | Joe Jordan 21' John Robertson 80' (pen.) |       |        | Hampden Park, Glasgow Toeschouwers: 81.511 Scheidsrechter: André Daina (SUI) |

|                                                                            |               |       |           |                                                                                  |
| 14 oktober WK 1982 kwalificatie № 448 «onderlinge duels» 19:30 uur (UTC+1) | Noord-Ierland | 0 – 0 | Schotland | Windsor Park, Belfast Toeschouwers: 22.248 Scheidsrechter: Valeriy Butenko (URS) |
| 14 oktober WK 1982 kwalificatie № 448 «onderlinge duels» 19:30 uur (UTC+1) |               |       |           | Windsor Park, Belfast Toeschouwers: 22.248 Scheidsrechter: Valeriy Butenko (URS) |

|                                                                           |                                           |       |                  |                                                                                    |
| 18 november WK 1982 kwalificatie № 449 «onderlinge duels» 21:30 uur (UTC) | Portugal                                  | 2 – 1 | Schotland        | Estádio da Luz, Lissabon Toeschouwers: 25.000 Scheidsrechter: Charles Corver (NED) |
| 18 november WK 1982 kwalificatie № 449 «onderlinge duels» 21:30 uur (UTC) | Manuel Fernandes 33' Manuel Fernandes 56' |       | 9' Paul Sturrock | Estádio da Luz, Lissabon Toeschouwers: 25.000 Scheidsrechter: Charles Corver (NED) |

### 1982
|                                                                          |                                                       |       |           |                                                                                       |
| 24 februari Vriendschappelijk № 450 «onderlinge duels» 20:30 uur (UTC+1) | Spanje                                                | 3 – 0 | Schotland | Estadio Luís Casanova, Valencia Toeschouwers: 25.000 Scheidsrechter: Bep Thomas (NED) |
| 24 februari Vriendschappelijk № 450 «onderlinge duels» 20:30 uur (UTC+1) | Víctor Muñoz 26' Quini 82' (pen.) Ricardo Gallego 86' |       |           | Estadio Luís Casanova, Valencia Toeschouwers: 25.000 Scheidsrechter: Bep Thomas (NED) |

|                                                                     |                                          |       |               |                                                                                  |
| 23 maart Vriendschappelijk № 451 «onderlinge duels» 20:00 uur (UTC) | Schotland                                | 2 – 1 | Nederland     | Hampden Park, Glasgow Toeschouwers: 71.848 Scheidsrechter: George Courtney (ENG) |
| 23 maart Vriendschappelijk № 451 «onderlinge duels» 20:00 uur (UTC) | Frank Gray 13' (pen.) Kenny Dalglish 21' |       | 31' Wim Kieft | Hampden Park, Glasgow Toeschouwers: 71.848 Scheidsrechter: George Courtney (ENG) |

|                                                                                    |                   |       |               |                                                                               |
| 28 april British Home Championship 1982 № 452 «onderlinge duels» 20:00 uur (UTC+1) | Noord-Ierland     | 1 – 1 | Schotland     | Windsor Park, Belfast Toeschouwers: 20.000 Scheidsrechter: John Hunting (ENG) |
| 28 april British Home Championship 1982 № 452 «onderlinge duels» 20:00 uur (UTC+1) | Sammy McIlroy 52' |       | 32' John Wark | Windsor Park, Belfast Toeschouwers: 20.000 Scheidsrechter: John Hunting (ENG) |

|                                                                |                 |       |       |                                                                                |
| 24 mei British Home Championship 1982 № 453 «onderlinge duels» | Schotland       | 1 – 0 | Wales | Hampden Park, Glasgow Toeschouwers: 25.284 Scheidsrechter: Fred McKnight (NIR) |
| 24 mei British Home Championship 1982 № 453 «onderlinge duels» | Asa Hartford 7' |       |       | Hampden Park, Glasgow Toeschouwers: 25.284 Scheidsrechter: Fred McKnight (NIR) |

|                                                                                  |           |                  |          |                                                                              |
| 29 mei British Home Championship 1982 № 454 «onderlinge duels» 15:00 uur (UTC+1) | Schotland | 0 – 1            | Engeland | Hampden Park, Glasgow Toeschouwers: 80.529 Scheidsrechter: Jan Redelfs (FRG) |
| 29 mei British Home Championship 1982 № 454 «onderlinge duels» 15:00 uur (UTC+1) |           | 13' Paul Mariner |          | Hampden Park, Glasgow Toeschouwers: 80.529 Scheidsrechter: Jan Redelfs (FRG) |

| Wereldkampioenschap voetbal 1982 |
| -------------------------------- |

|                                                                    |                                                                                       |       |                                    |                                                                                    |
| 15 juni WK 1982 Groep F № 455 «onderlinge duels» 21:00 uur (UTC+2) | Schotland                                                                             | 5 – 2 | Nieuw-Zeeland                      | Estadio La Rosaleda, Málaga Toeschouwers: 36.000 Scheidsrechter: David Socha (USA) |
| 15 juni WK 1982 Groep F № 455 «onderlinge duels» 21:00 uur (UTC+2) | Kenny Dalglish 18' John Wark 30' John Wark 33' John Robertson 73' Steve Archibald 79' |       | 54' Steve Sumner 65' Steve Wooddin | Estadio La Rosaleda, Málaga Toeschouwers: 36.000 Scheidsrechter: David Socha (USA) |

|                                                                    |                                                                           |       |                 |                                                                                          |
| 18 juni WK 1982 Groep F № 456 «onderlinge duels» 21:00 uur (UTC+2) | Brazilië                                                                  | 4 – 1 | Schotland       | Estadio Benito Villamarín, Sevilla Toeschouwers: 47.379 Scheidsrechter: Luís Siles (CRC) |
| 18 juni WK 1982 Groep F № 456 «onderlinge duels» 21:00 uur (UTC+2) | Zico 33' José Oscar Bernardi 49' Éder Aleixo 65' Paulo Roberto Falcão 87' |       | 18' David Narey | Estadio Benito Villamarín, Sevilla Toeschouwers: 47.379 Scheidsrechter: Luís Siles (CRC) |

|                                                                    |                                              |       |                                   |                                                                                       |
| 22 juni WK 1982 Groep F № 457 «onderlinge duels» 21:00 uur (UTC+2) | Sovjet-Unie                                  | 2 – 2 | Schotland                         | Estadio La Rosaleda, Málaga Toeschouwers: 45.000 Scheidsrechter: Nicolae Rainea (ROU) |
| 22 juni WK 1982 Groep F № 457 «onderlinge duels» 21:00 uur (UTC+2) | Aleksandre Tsjivadze 60' Ramaz Sjengelia 84' |       | 15' Joe Jordan 87' Graeme Souness | Estadio La Rosaleda, Málaga Toeschouwers: 45.000 Scheidsrechter: Nicolae Rainea (ROU) |

|  |  |  |  |  |  |  |  |  |

|                                                                            |                                 |       |     |                                                                                  |
| 13 oktober EK 1984 kwalificatie № 458 «onderlinge duels» 20:00 uur (UTC+1) | Schotland                       | 2 – 0 | DDR | Hampden Park, Glasgow Toeschouwers: 41.280 Scheidsrechter: Georges Konrath (FRA) |
| 13 oktober EK 1984 kwalificatie № 458 «onderlinge duels» 20:00 uur (UTC+1) | John Wark 53' Paul Sturrock 75' |       |     | Hampden Park, Glasgow Toeschouwers: 41.280 Scheidsrechter: Georges Konrath (FRA) |

|                                                                             |                                  |       |           |                                                                            |
| 17 november EK 1984 kwalificatie № 459 «onderlinge duels» 19:30 uur (UTC+1) | Zwitserland                      | 2 – 0 | Schotland | Wankdorf, Bern Toeschouwers: 22.198 Scheidsrechter: Vojtech Christov (TCH) |
| 17 november EK 1984 kwalificatie № 459 «onderlinge duels» 19:30 uur (UTC+1) | Claudio Sulser 49' Andy Egli 61' |       |           | Wankdorf, Bern Toeschouwers: 22.198 Scheidsrechter: Vojtech Christov (TCH) |

|                                                                             |                                                                           |       |                                       |                                                                                   |
| 15 december EK 1984 kwalificatie № 460 «onderlinge duels» 20:00 uur (UTC+1) | België                                                                    | 3 – 2 | Schotland                             | Heizelstadion, Brussel Toeschouwers: 48.877 Scheidsrechter: António Garrido (POR) |
| 15 december EK 1984 kwalificatie № 460 «onderlinge duels» 20:00 uur (UTC+1) | Erwin Vandenbergh 26' François Van der Elst 38' François Van der Elst 63' |       | 13' Kenny Dalglish 35' Kenny Dalglish | Heizelstadion, Brussel Toeschouwers: 48.877 Scheidsrechter: António Garrido (POR) |

### 1983
|                                                                          |                                    |       |                                 |                                                                                 |
| 30 maart EK 1984 kwalificatie № 461 «onderlinge duels» 20:00 uur (UTC+1) | Schotland                          | 2 – 2 | Zwitserland                     | Hampden Park, Glasgow Toeschouwers: 36.923 Scheidsrechter: Charles Corver (NED) |
| 30 maart EK 1984 kwalificatie № 461 «onderlinge duels» 20:00 uur (UTC+1) | John Wark 70' Charlie Nicholas 76' |       | 15' Andy Egli 58' Heinz Hermann | Hampden Park, Glasgow Toeschouwers: 36.923 Scheidsrechter: Charles Corver (NED) |

|                                                                                  |           |       |               |                                                                                |
| 24 mei British Home Championship 1983 № 462 «onderlinge duels» 20:00 uur (UTC+1) | Schotland | 0 – 0 | Noord-Ierland | Hampden Park, Glasgow Toeschouwers: 16.238 Scheidsrechter: Keith Hackett (ENG) |
| 24 mei British Home Championship 1983 № 462 «onderlinge duels» 20:00 uur (UTC+1) |           |       |               | Hampden Park, Glasgow Toeschouwers: 16.238 Scheidsrechter: Keith Hackett (ENG) |

|                                                                                  |       |                               |           |                                                                                 |
| 28 mei British Home Championship 1983 № 463 «onderlinge duels» 15:00 uur (UTC+1) | Wales | 0 – 2                         | Schotland | Ninian Park, Cardiff Toeschouwers: 14.100 Scheidsrechter: Malcolm Moffatt (NIR) |
| 28 mei British Home Championship 1983 № 463 «onderlinge duels» 15:00 uur (UTC+1) |       | 11' Andy Gray 67' Alan Brazil |           | Ninian Park, Cardiff Toeschouwers: 14.100 Scheidsrechter: Malcolm Moffatt (NIR) |

|                                                                                  |                                    |       |           |                                                                                     |
| 1 juni British Home Championship 1983 № 464 «onderlinge duels» 19:45 uur (UTC+1) | Engeland                           | 2 – 0 | Schotland | Wembley Stadium, Londen Toeschouwers: 84.000 Scheidsrechter: Erik Fredriksson (SWE) |
| 1 juni British Home Championship 1983 № 464 «onderlinge duels» 19:45 uur (UTC+1) | Bryan Robson 13' Gordon Cowans 54' |       |           | Wembley Stadium, Londen Toeschouwers: 84.000 Scheidsrechter: Erik Fredriksson (SWE) |

|                                                                      |        |                                            |           |                                                                                     |
| 12 juni Vriendschappelijk № 465 «onderlinge duels» 14:00 uur (UTC−7) | Canada | 0 – 2                                      | Schotland | Empire Stadium, Vancouver Toeschouwers: 14.942 Scheidsrechter: Phillip Clarke (CAN) |
| 12 juni Vriendschappelijk № 465 «onderlinge duels» 14:00 uur (UTC−7) |        | 35' (pen.) Gordon Strachan 76' Mark McGhee |           | Empire Stadium, Vancouver Toeschouwers: 14.942 Scheidsrechter: Phillip Clarke (CAN) |

|                                                                      |        |                                                           |           |                                                                                     |
| 16 juni Vriendschappelijk № 466 «onderlinge duels» 19:30 uur (UTC−7) | Canada | 0 – 3                                                     | Schotland | Commonwealth Stadium, Edmonton Toeschouwers: 10.240 Scheidsrechter: Ben Fusco (CAN) |
| 16 juni Vriendschappelijk № 466 «onderlinge duels» 19:30 uur (UTC−7) |        | 20' Charlie Nicholas 47' Richard Gough 87' Graeme Souness |           | Commonwealth Stadium, Edmonton Toeschouwers: 10.240 Scheidsrechter: Ben Fusco (CAN) |

|                                                    |        |                             |           |                                                                                      |
| 19 juni Vriendschappelijk № 467 «onderlinge duels» | Canada | 0 – 2                       | Schotland | Varsity Stadium, Toronto Toeschouwers: 15.500 Scheidsrechter: Tony Evangelista (CAN) |
| 19 juni Vriendschappelijk № 467 «onderlinge duels» |        | 17' Andy Gray 32' Andy Gray |           | Varsity Stadium, Toronto Toeschouwers: 15.500 Scheidsrechter: Tony Evangelista (CAN) |

|                                                                           |                                           |       |         |                                                                                   |
| 21 september Vriendschappelijk № 468 «onderlinge duels» 20:00 uur (UTC+1) | Schotland                                 | 2 – 0 | Uruguay | Hampden Park, Glasgow Toeschouwers: 20.545 Scheidsrechter: David Richardson (ENG) |
| 21 september Vriendschappelijk № 468 «onderlinge duels» 20:00 uur (UTC+1) | John Robertson 24' (pen.) Davie Dodds 55' |       |         | Hampden Park, Glasgow Toeschouwers: 20.545 Scheidsrechter: David Richardson (ENG) |

|                                                                            |                      |       |                       |                                                                                  |
| 12 oktober EK 1984 kwalificatie № 469 «onderlinge duels» 20:00 uur (UTC+1) | België               | 1 – 1 | Schotland             | Hampden Park, Glasgow Toeschouwers: 23.475 Scheidsrechter: Enzo Barbaresco (ITA) |
| 12 oktober EK 1984 kwalificatie № 469 «onderlinge duels» 20:00 uur (UTC+1) | Charlie Nicholas 55' |       | 30' Frank Vercauteren | Hampden Park, Glasgow Toeschouwers: 23.475 Scheidsrechter: Enzo Barbaresco (ITA) |

|                                                                             |                                      |       |                   |                                                                                   |
| 16 november EK 1984 kwalificatie № 470 «onderlinge duels» 17:00 uur (UTC+1) | DDR                                  | 2 – 1 | Schotland         | Kurt-Wabbelstadion, Halle Toeschouwers: 14.729 Scheidsrechter: Franz Wöhrer (AUT) |
| 16 november EK 1984 kwalificatie № 470 «onderlinge duels» 17:00 uur (UTC+1) | Ronald Kreer 33' Joachim Streich 43' |       | 79' Eamonn Bannon | Kurt-Wabbelstadion, Halle Toeschouwers: 14.729 Scheidsrechter: Franz Wöhrer (AUT) |

|                                                                                        |                                        |       |           |                                                                               |
| 13 december British Home Championship 1983/84 № 471 «onderlinge duels» 20:00 uur (UTC) | Noord-Ierland                          | 2 – 0 | Schotland | Windsor Park, Belfast Toeschouwers: 10.000 Scheidsrechter: Neil Midgley (ENG) |
| 13 december British Home Championship 1983/84 № 471 «onderlinge duels» 20:00 uur (UTC) | Norman Whiteside 17' Sammy McIlroy 56' |       |           | Windsor Park, Belfast Toeschouwers: 10.000 Scheidsrechter: Neil Midgley (ENG) |

### 1984
|                                                                                        |                                  |       |                  |                                                                               |
| 28 februari British Home Championship 1983/84 № 472 «onderlinge duels» 20:00 uur (UTC) | Schotland                        | 2 – 1 | Wales            | Hampden Park, Glasgow Toeschouwers: 21.542 Scheidsrechter: Jack Poucher (NIR) |
| 28 februari British Home Championship 1983/84 № 472 «onderlinge duels» 20:00 uur (UTC) | Davie Cooper 37' Mo Johnston 78' |       | 47' Robbie James | Hampden Park, Glasgow Toeschouwers: 21.542 Scheidsrechter: Jack Poucher (NIR) |

|                                                                                     |                 |       |                   |                                                                                |
| 26 mei British Home Championship 1983/84 № 473 «onderlinge duels» 15:00 uur (UTC+1) | Schotland       | 1 – 1 | Engeland          | Hampden Park, Glasgow Toeschouwers: 73.064 Scheidsrechter: Paolo Casarin (ITA) |
| 26 mei British Home Championship 1983/84 № 473 «onderlinge duels» 15:00 uur (UTC+1) | Mark McGhee 13' |       | 37' Tony Woodcock | Hampden Park, Glasgow Toeschouwers: 73.064 Scheidsrechter: Paolo Casarin (ITA) |

|                                                                 |                                       |       |           |                                                                                     |
| 1 juni Vriendschappelijk № 474 «onderlinge duels» 20:30 (UTC+2) | Frankrijk                             | 2 – 0 | Schotland | Stade Vélodrome, Marseille Toeschouwers: 21.641 Scheidsrechter: Luigi Agnolin (ITA) |
| 1 juni Vriendschappelijk № 474 «onderlinge duels» 20:30 (UTC+2) | Alain Giresse 14' Bernard Lacombe 29' |       |           | Stade Vélodrome, Marseille Toeschouwers: 21.641 Scheidsrechter: Luigi Agnolin (ITA) |

|                                                                           | |       |                  |                                                                                |
| 12 september Vriendschappelijk № 475 «onderlinge duels» 20:00 uur (UTC+1) | Schotland | 6 – 1 | Joegoslavië      | Hampden Park, Glasgow Toeschouwers: 18.512 Scheidsrechter: Keith Hackett (ENG) |
| 12 september Vriendschappelijk № 475 «onderlinge duels» 20:00 uur (UTC+1) | Davie Cooper 11' Graeme Souness 18' Kenny Dalglish 31' Paul Sturrock 64' Mo Johnston 66' Charlie Nicholas 80' |       | 10' Fadil Vokrri | Hampden Park, Glasgow Toeschouwers: 18.512 Scheidsrechter: Keith Hackett (ENG) |

|                                                                        |                                                      |       |         |                                                                                 |
| 17 oktober WK 1986 kwalificatie № 476 «onderlinge duels» 20:00 (UTC+1) | Schotland                                            | 3 – 0 | IJsland | Hampden Park, Glasgow Toeschouwers: 52.829 Scheidsrechter: Egbert Mulders (NED) |
| 17 oktober WK 1986 kwalificatie № 476 «onderlinge duels» 20:00 (UTC+1) | Paul McStay 26' Paul McStay 40' Charles Nicholas 74' |       |         | Hampden Park, Glasgow Toeschouwers: 52.829 Scheidsrechter: Egbert Mulders (NED) |

|                                                                           |                                                    |       |                       |                                                                               |
| 14 november WK 1986 kwalificatie № 477 «onderlinge duels» 20:00 uur (UTC) | Schotland                                          | 3 – 1 | Spanje                | Hampden Park, Glasgow Toeschouwers: 74.299 Scheidsrechter: Adolf Prokop (DDR) |
| 14 november WK 1986 kwalificatie № 477 «onderlinge duels» 20:00 uur (UTC) | Mo Johnston 33' Mo Johnston 42' Kenny Dalglish 71' |       | 65' Andoni Goikoetxea | Hampden Park, Glasgow Toeschouwers: 74.299 Scheidsrechter: Adolf Prokop (DDR) |

### 1985
|                                                                             |               |       |           |                                                                                                  |
| 27 februari WK 1986 kwalificatie № 478 «onderlinge duels» 20:30 uur (UTC+1) | Spanje        | 1 – 0 | Schotland | Estadio Ramón Sánchez Pizjuán, Sevilla Toeschouwers: 54.524 Scheidsrechter: Michel Vautrot (FRA) |
| 27 februari WK 1986 kwalificatie № 478 «onderlinge duels» 20:30 uur (UTC+1) | Paco Clos 48' |       |           | Estadio Ramón Sánchez Pizjuán, Sevilla Toeschouwers: 54.524 Scheidsrechter: Michel Vautrot (FRA) |

|                                                                        |           |              |       |                                                                                |
| 27 maart WK 1986 kwalificatie № 479 «onderlinge duels» 20:00 uur (UTC) | Schotland | 0 – 1        | Wales | Hampden Park, Glasgow Toeschouwers: 62.424 Scheidsrechter: Alexis Ponnet (BEL) |
| 27 maart WK 1986 kwalificatie № 479 «onderlinge duels» 20:00 uur (UTC) |           | 37' Ian Rush |       | Hampden Park, Glasgow Toeschouwers: 62.424 Scheidsrechter: Alexis Ponnet (BEL) |

|                                                                 |                   |       |          |                                                                                 |
| 25 mei Rous Cup 1985 № 480 «onderlinge duels» 15:00 uur (UTC+1) | Schotland         | 1 – 0 | Engeland | Hampden Park, Glasgow Toeschouwers: 66.489 Scheidsrechter: Michel Vautrot (FRA) |
| 25 mei Rous Cup 1985 № 480 «onderlinge duels» 15:00 uur (UTC+1) | Richard Gough 68' |       |          | Hampden Park, Glasgow Toeschouwers: 66.489 Scheidsrechter: Michel Vautrot (FRA) |

|                                                                  |         |              |           |                                                                                           |
| 28 mei WK 1986 kwalificatie № 481 «onderlinge duels» 19:00 (UTC) | IJsland | 0 – 1        | Schotland | Laugardalsvöllur, Reykjavik Toeschouwers: 15.052 Scheidsrechter: Anatoli Miltsjenko (URS) |
| 28 mei WK 1986 kwalificatie № 481 «onderlinge duels» 19:00 (UTC) |         | 86' Jim Bett |           | Laugardalsvöllur, Reykjavik Toeschouwers: 15.052 Scheidsrechter: Anatoli Miltsjenko (URS) |

|                                                                              |                 |       |                         |                                                                            |
| 10 september WK 1986 kwalificatie № 482 «onderlinge duels» 19:30 uur (UTC+1) | Wales           | 1 – 1 | Schotland               | Ninian Park, Cardiff Toeschouwers: 34.247 Scheidsrechter: Jan Keizer (NED) |
| 10 september WK 1986 kwalificatie № 482 «onderlinge duels» 19:30 uur (UTC+1) | Mark Hughes 13' |       | 81' (pen.) Davie Cooper | Ninian Park, Cardiff Toeschouwers: 34.247 Scheidsrechter: Jan Keizer (NED) |

|                                                                         |           |       |     |                                                                              |
| 16 oktober Vriendschappelijk № 483 «onderlinge duels» 20:00 uur (UTC+1) | Schotland | 0 – 0 | DDR | Hampden Park, Glasgow Toeschouwers: 41.114 Scheidsrechter: Joe Worrall (ENG) |
| 16 oktober Vriendschappelijk № 483 «onderlinge duels» 20:00 uur (UTC+1) |           |       |     | Hampden Park, Glasgow Toeschouwers: 41.114 Scheidsrechter: Joe Worrall (ENG) |

|                                                                                    |                                      |       |           |                                                                                   |
| 20 november WK 1986 kwalificatie Play-off № 484 «onderlinge duels» 20:00 uur (UTC) | Schotland                            | 2 – 0 | Australië | Hampden Park, Glasgow Toeschouwers: 62.329 Scheidsrechter: Vojtech Christov (TCH) |
| 20 november WK 1986 kwalificatie Play-off № 484 «onderlinge duels» 20:00 uur (UTC) | Davie Cooper 57' Frank McAvennie 60' |       |           | Hampden Park, Glasgow Toeschouwers: 62.329 Scheidsrechter: Vojtech Christov (TCH) |

|                                                                                      |           |       |           |                                                                                |
| 4 december WK 1986 kwalificatie Play-off № 485 «onderlinge duels» 20:00 uur (UTC+11) | Australië | 0 – 0 | Schotland | Olympic Park, Melbourne Toeschouwers: 29.852 Scheidsrechter: José Wright (BRA) |
| 4 december WK 1986 kwalificatie Play-off № 485 «onderlinge duels» 20:00 uur (UTC+11) |           |       |           | Olympic Park, Melbourne Toeschouwers: 29.852 Scheidsrechter: José Wright (BRA) |

### 1986
|                                                                         |        |                 |           |                                                                                  |
| 28 januari Vriendschappelijk № 486 «onderlinge duels» 16:45 uur (UTC+2) | Israël | 0 – 1           | Schotland | Ramat Ganstadion, Ramat Gan Toeschouwers: 6.000 Scheidsrechter: Bep Thomas (NED) |
| 28 januari Vriendschappelijk № 486 «onderlinge duels» 16:45 uur (UTC+2) |        | 59' Paul McStay |           | Ramat Ganstadion, Ramat Gan Toeschouwers: 6.000 Scheidsrechter: Bep Thomas (NED) |

|                                                                     |                                                      |       |          |                                                                              |
| 26 maart Vriendschappelijk № 487 «onderlinge duels» 20:00 uur (UTC) | Schotland                                            | 3 – 0 | Roemenië | Hampden Park, Glasgow Toeschouwers: 53.589 Scheidsrechter: Volker Roth (FRG) |
| 26 maart Vriendschappelijk № 487 «onderlinge duels» 20:00 uur (UTC) | Gordon Strachan 18' Richard Gough 27' Roy Aitken 80' |       |          | Hampden Park, Glasgow Toeschouwers: 53.589 Scheidsrechter: Volker Roth (FRG) |

|                                                                   |                                    |       |                           |                                                                                   |
| 23 april Rous Cup 1986 № 488 «onderlinge duels» 19:45 uur (UTC+1) | Engeland                           | 2 – 1 | Schotland                 | Wembley Stadium, Londen Toeschouwers: 68.357 Scheidsrechter: Michel Vautrot (FRA) |
| 23 april Rous Cup 1986 № 488 «onderlinge duels» 19:45 uur (UTC+1) | Terry Butcher 27' Glenn Hoddle 39' |       | 57' (pen.) Graeme Souness | Wembley Stadium, Londen Toeschouwers: 68.357 Scheidsrechter: Michel Vautrot (FRA) |

|                                                                       |           |       |           |                                                                                     |
| 29 april Vriendschappelijk № 489 «onderlinge duels» 19:30 uur (UTC+2) | Nederland | 0 – 0 | Schotland | Philips-sportpark, Eindhoven Toeschouwers: 14.500 Scheidsrechter: Helmut Kohl (AUT) |
| 29 april Vriendschappelijk № 489 «onderlinge duels» 19:30 uur (UTC+2) |           |       |           | Philips-sportpark, Eindhoven Toeschouwers: 14.500 Scheidsrechter: Helmut Kohl (AUT) |

| Wereldkampioenschap voetbal 1986 |
| -------------------------------- |

|                                                                   |                          |       |           |                                                                                         |
| 4 juni WK 1986 Groep E № 490 «onderlinge duels» 16:00 uur (UTC−6) | Denemarken               | 1 – 0 | Schotland | Estadio Neza 86, Nezahualcóyotl Toeschouwers: 18.000 Scheidsrechter: Lajos Németh (HUN) |
| 4 juni WK 1986 Groep E № 490 «onderlinge duels» 16:00 uur (UTC−6) | Preben Elkjær Larsen 57' |       |           | Estadio Neza 86, Nezahualcóyotl Toeschouwers: 18.000 Scheidsrechter: Lajos Németh (HUN) |

|                                                                   |                                  |       |                     |                                                                                        |
| 8 juni WK 1986 Groep E № 491 «onderlinge duels» 12:00 uur (UTC−6) | West-Duitsland                   | 2 – 1 | Schotland           | Estadio La Corregidora, Querétaro Toeschouwers: 28.000 Scheidsrechter: Ioan Igna (ROU) |
| 8 juni WK 1986 Groep E № 491 «onderlinge duels» 12:00 uur (UTC−6) | Rudi Völler 22' Klaus Allofs 50' |       | 17' Gordon Strachan | Estadio La Corregidora, Querétaro Toeschouwers: 28.000 Scheidsrechter: Ioan Igna (ROU) |

|                                                                    |         |       |           |                                                                                         |
| 13 juni WK 1986 Groep E № 492 «onderlinge duels» 12:00 uur (UTC−6) | Uruguay | 0 – 0 | Schotland | Estadio Neza 86, Nezahualcóyotl Toeschouwers: 15.000 Scheidsrechter: Joël Quiniou (FRA) |
| 13 juni WK 1986 Groep E № 492 «onderlinge duels» 12:00 uur (UTC−6) |         |       |           | Estadio Neza 86, Nezahualcóyotl Toeschouwers: 15.000 Scheidsrechter: Joël Quiniou (FRA) |

|  |  |  |  |  |  |  |  |  |

|                                                                              |           |       |           |                                                                                   |
| 10 september EK 1988 kwalificatie № 493 «onderlinge duels» 20:00 uur (UTC+1) | Schotland | 0 – 0 | Bulgarije | Hampden Park, Glasgow Toeschouwers: 35.076 Scheidsrechter: Erik Fredriksson (SWE) |
| 10 september EK 1988 kwalificatie № 493 «onderlinge duels» 20:00 uur (UTC+1) |           |       |           | Hampden Park, Glasgow Toeschouwers: 35.076 Scheidsrechter: Erik Fredriksson (SWE) |

|                                                                            |         |       |           |                                                                               |
| 15 oktober EK 1988 kwalificatie № 494 «onderlinge duels» 15:30 uur (UTC+1) | Ierland | 0 – 0 | Schotland | Lansdowne Road, Dublin Toeschouwers: 47.000 Scheidsrechter: Einar Halle (NOR) |
| 15 oktober EK 1988 kwalificatie № 494 «onderlinge duels» 15:30 uur (UTC+1) |         |       |           | Lansdowne Road, Dublin Toeschouwers: 47.000 Scheidsrechter: Einar Halle (NOR) |

|                                                                       |                                                               |       |           |                                                                                       |
| 12 november EK 1988 kwalificatie № 495 «onderlinge duels» 20:00 (UTC) | Schotland                                                     | 3 – 0 | Luxemburg | Hampden Park, Glasgow Toeschouwers: 35.078 Scheidsrechter: Eysteinn Gudmundsson (ISL) |
| 12 november EK 1988 kwalificatie № 495 «onderlinge duels» 20:00 (UTC) | Davie Cooper 24' Davie Cooper 38' (pen.) Maurice Johnston 66' |       |           | Hampden Park, Glasgow Toeschouwers: 35.078 Scheidsrechter: Eysteinn Gudmundsson (ISL) |

### 1987
|                                                                           |           |                   |         |                                                                                     |
| 18 februari EK 1988 kwalificatie № 496 «onderlinge duels» 20:00 uur (UTC) | Schotland | 0 – 1             | Ierland | Hampden Park, Glasgow Toeschouwers: 35.078 Scheidsrechter: Henk van Ettekoven (NED) |
| 18 februari EK 1988 kwalificatie № 496 «onderlinge duels» 20:00 uur (UTC) |           | 6' Mark Lawrenson |         | Hampden Park, Glasgow Toeschouwers: 35.078 Scheidsrechter: Henk van Ettekoven (NED) |

|                                                                         |                                                                         |       |                 | |
| 1 april EK 1988 kwalificatie № 497 «onderlinge duels» 20:00 uur (UTC+2) | België                                                                  | 4 – 1 | Schotland       | Constant Vanden Stock Stadion, Anderlecht Toeschouwers: 26.650 Scheidsrechter: Michel Vautrot (FRA) |
| 1 april EK 1988 kwalificatie № 497 «onderlinge duels» 20:00 uur (UTC+2) | Nico Claesen 9' Nico Claesen 55' Frank Vercauteren 75' Nico Claesen 85' |       | 14' Paul McStay | Constant Vanden Stock Stadion, Anderlecht Toeschouwers: 26.650 Scheidsrechter: Michel Vautrot (FRA) |

|                                                                 |           |       |          |                                                                               |
| 23 mei Rous Cup 1987 № 498 «onderlinge duels» 15:00 uur (UTC+1) | Schotland | 0 – 0 | Engeland | Hampden Park, Glasgow Toeschouwers: 64.713 Scheidsrechter: Dieter Pauly (FRG) |
| 23 mei Rous Cup 1987 № 498 «onderlinge duels» 15:00 uur (UTC+1) |           |       |          | Hampden Park, Glasgow Toeschouwers: 64.713 Scheidsrechter: Dieter Pauly (FRG) |

|                                                                 |           |                         |          |                                                                                |
| 26 mei Rous Cup 1987 № 499 «onderlinge duels» 20:00 uur (UTC+1) | Schotland | 0 – 2                   | Brazilië | Hampden Park, Glasgow Toeschouwers: 41.384 Scheidsrechter: Luigi Agnolin (ITA) |
| 26 mei Rous Cup 1987 № 499 «onderlinge duels» 20:00 uur (UTC+1) |           | 51' Raí 61' Valdo Filho |          | Hampden Park, Glasgow Toeschouwers: 41.384 Scheidsrechter: Luigi Agnolin (ITA) |

|                                                                          |                                   |       |           |                                                                             |
| 9 september Vriendschappelijk № 500 «onderlinge duels» 20:00 uur (UTC+1) | Schotland                         | 2 – 0 | Hongarije | Hampden Park, Glasgow Toeschouwers: 21.128 Scheidsrechter: Jan Keizer (NED) |
| 9 september Vriendschappelijk № 500 «onderlinge duels» 20:00 uur (UTC+1) | Ally McCoist 34' Ally McCoist 62' |       |           | Hampden Park, Glasgow Toeschouwers: 21.128 Scheidsrechter: Jan Keizer (NED) |

|                                                                            |                                  |       |        |                                                                                |
| 14 oktober EK 1988 kwalificatie № 501 «onderlinge duels» 20:00 uur (UTC+1) | Schotland                        | 2 – 0 | België | Hampden Park, Glasgow Toeschouwers: 16.052 Scheidsrechter: Paolo Casarin (ITA) |
| 14 oktober EK 1988 kwalificatie № 501 «onderlinge duels» 20:00 uur (UTC+1) | Ally McCoist 14' Paul McStay 79' |       |        | Hampden Park, Glasgow Toeschouwers: 16.052 Scheidsrechter: Paolo Casarin (ITA) |

|                                                                             |           |                 |           |                                                                                              |
| 11 november EK 1988 kwalificatie № 502 «onderlinge duels» 17:30 uur (UTC+2) | Bulgarije | 0 – 1           | Schotland | Vasil Levski Nationaal Stadion, Sofia Toeschouwers: 49.976 Scheidsrechter: Helmut Kohl (AUT) |
| 11 november EK 1988 kwalificatie № 502 «onderlinge duels» 17:30 uur (UTC+2) |           | 87' Gary Mackay |           | Vasil Levski Nationaal Stadion, Sofia Toeschouwers: 49.976 Scheidsrechter: Helmut Kohl (AUT) |

|                                                                        |           |       |           |                                                                                                  |
| 2 december EK 1988 kwalificatie № 503 «onderlinge duels» 19:15 (UTC+1) | Luxemburg | 0 – 0 | Schotland | Stade de la Frontière, Esch-sur-Alzette Toeschouwers: 2.000 Scheidsrechter: Manfred Neuner (FRG) |
| 2 december EK 1988 kwalificatie № 503 «onderlinge duels» 19:15 (UTC+1) |           |       |           | Stade de la Frontière, Esch-sur-Alzette Toeschouwers: 2.000 Scheidsrechter: Manfred Neuner (FRG) |

### 1988
|                                                        |                                        |       |                                  |                                                                                                   |
| 17 februari Vriendschappelijk № 504 «onderlinge duels» | Saoedi-Arabië                          | 2 – 2 | Schotland                        | Prins Faisal bin Fahdstadion, Riyad Toeschouwers: 20.000 Scheidsrechter: Abdullah Al Nasser (KSA) |
| 17 februari Vriendschappelijk № 504 «onderlinge duels» | Youseuf Aljazee 16' Majed Abdullah 71' |       | 47' Mo Johnston 49' John Collins | Prins Faisal bin Fahdstadion, Riyad Toeschouwers: 20.000 Scheidsrechter: Abdullah Al Nasser (KSA) |

|                                                                   |                     |       |                  |                                                                                     |
| 22 maart Vriendschappelijk № 505 «onderlinge duels» 16:00 (UTC+1) | Malta               | 1 – 1 | Schotland        | Ta' Qalistadion, Ta' Qali Toeschouwers: 8.000 Scheidsrechter: George Courtney (ENG) |
| 22 maart Vriendschappelijk № 505 «onderlinge duels» 16:00 (UTC+1) | Carmel Busuttil 54' |       | 21' Graeme Sharp | Ta' Qalistadion, Ta' Qali Toeschouwers: 8.000 Scheidsrechter: George Courtney (ENG) |

|                                                                       |        |       |           |                                                                            |
| 27 april Vriendschappelijk № 506 «onderlinge duels» 20:30 uur (UTC+2) | Spanje | 0 – 0 | Schotland | Bernabéu, Madrid Toeschouwers: 15.000 Scheidsrechter: Carlos Valente (POR) |
| 27 april Vriendschappelijk № 506 «onderlinge duels» 20:30 uur (UTC+2) |        |       |           | Bernabéu, Madrid Toeschouwers: 15.000 Scheidsrechter: Carlos Valente (POR) |

|                                                                 |           |       |          |                                                                                |
| 17 mei Rous Cup 1988 № 507 «onderlinge duels» 20:00 uur (UTC+1) | Schotland | 0 – 0 | Colombia | Hampden Park, Glasgow Toeschouwers: 20.487 Scheidsrechter: Vítor Correia (POR) |
| 17 mei Rous Cup 1988 № 507 «onderlinge duels» 20:00 uur (UTC+1) |           |       |          | Hampden Park, Glasgow Toeschouwers: 20.487 Scheidsrechter: Vítor Correia (POR) |

|                                                                 |                     |       |           |                                                                                 |
| 21 mei Rous Cup 1988 № 508 «onderlinge duels» 15:00 uur (UTC+1) | Engeland            | 1 – 0 | Schotland | Wembley Stadium, Londen Toeschouwers: 70.480 Scheidsrechter: Joël Quiniou (FRA) |
| 21 mei Rous Cup 1988 № 508 «onderlinge duels» 15:00 uur (UTC+1) | Peter Beardsley 12' |       |           | Wembley Stadium, Londen Toeschouwers: 70.480 Scheidsrechter: Joël Quiniou (FRA) |

|                                                                              |                      |       |                                 |                                                                                |
| 14 september WK 1990 kwalificatie № 509 «onderlinge duels» 19:00 uur (UTC+2) | Noorwegen            | 1 – 2 | Schotland                       | Ullevaalstadion, Oslo Toeschouwers: 22.769 Scheidsrechter: Luigi Agnolin (ITA) |
| 14 september WK 1990 kwalificatie № 509 «onderlinge duels» 19:00 uur (UTC+2) | Jan Åge Fjørtoft 44' |       | 14' Paul McStay 62' Mo Johnston | Ullevaalstadion, Oslo Toeschouwers: 22.769 Scheidsrechter: Luigi Agnolin (ITA) |

|                                                                            |                 |       |                    |                                                                                        |
| 19 oktober WK 1990 kwalificatie № 510 «onderlinge duels» 20:00 uur (UTC+1) | Schotland       | 1 – 1 | Joegoslavië        | Hampden Park, Glasgow Toeschouwers: 42.771 Scheidsrechter: Karl-Heinz Tritschler (FRG) |
| 19 oktober WK 1990 kwalificatie № 510 «onderlinge duels» 20:00 uur (UTC+1) | Mo Johnston 19' |       | 37' Srećko Katanec | Hampden Park, Glasgow Toeschouwers: 42.771 Scheidsrechter: Karl-Heinz Tritschler (FRG) |

|                                                                          |                                               |       |           |                                                                                     |
| 22 december Vriendschappelijk № 511 «onderlinge duels» 14:30 uur (UTC+1) | Italië                                        | 2 – 0 | Schotland | Stadio Renato Curi, Perugia Toeschouwers: 20.660 Scheidsrechter: Alain Delmer (FRA) |
| 22 december Vriendschappelijk № 511 «onderlinge duels» 14:30 uur (UTC+1) | Giuseppe Giannini 48' (pen.) Nicola Berti 70' |       |           | Stadio Renato Curi, Perugia Toeschouwers: 20.660 Scheidsrechter: Alain Delmer (FRA) |

### 1989
|                                                                            |                                             |       |                                                    |                                                                                       |
| 8 februari WK 1990 kwalificatie № 512 «onderlinge duels» 15:00 uur (UTC+2) | Cyprus                                      | 2 – 3 | Schotland                                          | Tsirionstadion, Limasol Toeschouwers: 25.000 Scheidsrechter: Siegfried Kirschen (DDR) |
| 8 februari WK 1990 kwalificatie № 512 «onderlinge duels» 15:00 uur (UTC+2) | Christos Koliantris 14' Giannos Ioannou 47' |       | 9' Mo Johnston 54' Richard Gough 90' Richard Gough | Tsirionstadion, Limasol Toeschouwers: 25.000 Scheidsrechter: Siegfried Kirschen (DDR) |

|                                                                   |                                 |       |           |                                                                                |
| 8 maart WK 1990 kwalificatie № 513 «onderlinge duels» 20:00 (UTC) | Schotland                       | 2 – 0 | Frankrijk | Hampden Park, Glasgow Toeschouwers: 65.204 Scheidsrechter: Jiří Stiegler (TCH) |
| 8 maart WK 1990 kwalificatie № 513 «onderlinge duels» 20:00 (UTC) | Mo Johnston 28' Mo Johnston 52' |       |           | Hampden Park, Glasgow Toeschouwers: 65.204 Scheidsrechter: Jiří Stiegler (TCH) |

|                                                                          |                                  |       |                     |                                                                                       |
| 26 april WK 1990 kwalificatie № 514 «onderlinge duels» 20:00 uur (UTC+1) | Schotland                        | 2 – 1 | Cyprus              | Hampden Park, Glasgow Toeschouwers: 50.081 Scheidsrechter: Guðmundur Haraldsson (ISL) |
| 26 april WK 1990 kwalificatie № 514 «onderlinge duels» 20:00 uur (UTC+1) | Mo Johnston 26' Ally McCoist 63' |       | 62' Floros Nikolaou | Hampden Park, Glasgow Toeschouwers: 50.081 Scheidsrechter: Guðmundur Haraldsson (ISL) |

|                                                                 |           |                                 |          |                                                                                 |
| 27 mei Rous Cup 1989 № 515 «onderlinge duels» 15:00 uur (UTC+1) | Schotland | 0 – 2                           | Engeland | Hampden Park, Glasgow Toeschouwers: 63.282 Scheidsrechter: Michel Vautrot (FRA) |
| 27 mei Rous Cup 1989 № 515 «onderlinge duels» 15:00 uur (UTC+1) |           | 20' Chris Waddle 80' Steve Bull |          | Hampden Park, Glasgow Toeschouwers: 63.282 Scheidsrechter: Michel Vautrot (FRA) |

|                                                                 |                                    |       |       |                                                                               |
| 30 mei Rous Cup 1989 № 516 «onderlinge duels» 20:00 uur (UTC+1) | Schotland                          | 2 – 0 | Chili | Hampden Park, Glasgow Toeschouwers: 9.006 Scheidsrechter: Alexis Ponnet (BEL) |
| 30 mei Rous Cup 1989 № 516 «onderlinge duels» 20:00 uur (UTC+1) | Alan McInally 4' Murdo MacLeod 52' |       |       | Hampden Park, Glasgow Toeschouwers: 9.006 Scheidsrechter: Alexis Ponnet (BEL) |

|                                                                             |                                                              |       |                  |                                                                                          |
| 6 september WK 1990 kwalificatie № 517 «onderlinge duels» 20:00 uur (UTC+2) | Joegoslavië                                                  | 3 – 1 | Schotland        | Maksimirstadion, Zagreb Toeschouwers: 42.500 Scheidsrechter: Marcel Van Langenhove (BEL) |
| 6 september WK 1990 kwalificatie № 517 «onderlinge duels» 20:00 uur (UTC+2) | Srećko Katanec 52' Steve Nicol 57' (e.d.) Zlatko Vujović 59' |       | 37' Gordon Durie | Maksimirstadion, Zagreb Toeschouwers: 42.500 Scheidsrechter: Marcel Van Langenhove (BEL) |

|                                                                        |                                                                |       |           |                                                                                        |
| 11 oktober WK 1990 kwalificatie № 518 «onderlinge duels» 29:45 (UTC+1) | Frankrijk                                                      | 3 – 0 | Schotland | Parc des Princes, Parijs Toeschouwers: 22.651 Scheidsrechter: Kurt Röthlisberger (SUI) |
| 11 oktober WK 1990 kwalificatie № 518 «onderlinge duels» 29:45 (UTC+1) | Didier Deschamps 25' Éric Cantona 61' Jean-Philippe Durand 89' |       |           | Parc des Princes, Parijs Toeschouwers: 22.651 Scheidsrechter: Kurt Röthlisberger (SUI) |

|                                                                           |                  |       |                    |                                                                                     |
| 15 november WK 1990 kwalificatie № 519 «onderlinge duels» 20:00 uur (UTC) | Schotland        | 1 – 1 | Noorwegen          | Hampden Park, Glasgow Toeschouwers: 63.987 Scheidsrechter: Michał Listkiewicz (POL) |
| 15 november WK 1990 kwalificatie № 519 «onderlinge duels» 20:00 uur (UTC) | Ally McCoist 44' |       | 89' Erland Johnsen | Hampden Park, Glasgow Toeschouwers: 63.987 Scheidsrechter: Michał Listkiewicz (POL) |

CONMEBOL: Bolivia · Chili  · Colombia · Ecuador · Uruguay

UEFA: Albanië · België · Bulgarije · Cyprus · Denemarken · West-Duitsland · Duitse Democratische Republiek · Engeland · Faeröer · Finland · Frankrijk · Griekenland · Hongarije · IJsland · Ierland · Israël · Italië · Joegoslavië ·  Liechtenstein · Luxemburg · Malta · Nederland · Noord-Ierland · Noorwegen · Oostenrijk · Polen · Portugal · Roemenië · San Marino · Schotland ·  Sovjet-Unie ·  Spanje · Tsjecho-Slowakije · Turkije · Wales ·  Zweden · Zwitserland

CAF: Madagaskar

SFA · A-internationals · Selecties · Bondscoaches · Statistieken · Schots vrouwenelftal · Brits olympisch elftal · Schotland U21 · Schotland U20 · Schotland U19 · Schotland U18 · Schotland U17 · Schotland U16 · Vrouwen U17
1872 – 1899 ·
1900 – 1919 ·
1920 – 1929 ·
1930 – 1939 ·
1940 – 1949 ·
1950 – 1959 ·
1960 – 1969 ·
1970 – 1979 ·
1980 – 1989 ·
1990 – 1999 ·
2000 – 2009 ·
2010 – 2019 ·
2020 − 2029
EK's: 1992 ·
1996 ·
2020 ·
2024
WK's: 1954 ·
1958 ·
1974 ·
1978 ·
1982 ·
1986 ·
1990 ·
1998
1872 ·
1873 ·
1874 ·
1875 ·
1876 ·
1877 ·
1878 ·
1878 ·
1879 ·
1880 ·
1881 ·
1882 ·
1883 ·
1884 ·
1885 ·
1886 ·
1887 ·
1888 ·
1889 ·
1890 ·
1891 ·
1892 ·
1893 ·
1894 ·
1895 ·
1896 ·
1897 ·
1898 ·
1899 ·
1900 ·
1901 ·
1902 ·
1903 ·
1904 ·
1905 ·
1906 ·
1907 ·
1908 ·
1909 ·
1910 ·
1911 ·
1912 ·
1913 ·
1914 ·
1915–1919 ·
1920 ·
1921 ·
1922 ·
1923 ·
1924 ·
1925 ·
1926 ·
1927 ·
1928 ·
1929 ·
1930 ·
1931 ·
1932 ·
1933 ·
1934 ·
1935 ·
1936 ·
1937 ·
1938 ·
1939 ·
1940–1945 ·
1946 ·
1947 ·
1948 ·
1949 ·
1950 ·
1951 ·
1952 ·
1953 ·
1954 ·
1955 ·
1956 ·
1957 ·
1958 ·
1959 ·
1960 ·
1960 ·
1961 ·
1962 ·
1963 ·
1964 ·
1965 ·
1966 ·
1967 ·
1968 ·
1969 ·
1970 ·
1971 ·
1972 ·
1973 ·
1974 ·
1975 ·
1976 ·
1977 ·
1978 ·
1979 ·
1980 ·
1981 ·
1982 ·
1983 ·
1984 ·
1985 ·
1986 ·
1987 ·
1988 ·
1989 ·
1990 ·
1991 ·
1992 ·
1993 ·
1994 ·
1995 ·
1996 ·
1997 ·
1998 ·
1999 ·
2000 ·
2001 ·
2002 ·
2003 ·
2004 ·
2005 ·
2006 ·
2007 ·
2008 ·
2009 ·
2010 ·
2011 ·
2012 ·
2013 ·
2014 · 
2015 · 
2016 · 
2017 ·
2018 ·
2019 ·
2020 ·
2021 ·
2022
Albanië ·
Argentinië · 
Armenië ·
Australië ·
België ·
Bosnië en Herzegovina ·
Brazilië ·
Bulgarije ·
Canada ·
Chili ·
Colombia ·
Congo-Kinshasa ·
Costa Rica ·
Cyprus ·
DDR ·
Denemarken ·
Duitsland ·
Ecuador ·
Egypte ·
Engeland ·
Estland ·
Faeröer ·
Finland ·
Frankrijk ·
Georgië ·
Gibraltar · 
GOS ·
Griekenland ·
Hongarije ·
Ierland ·
IJsland ·
Iran ·
Israël ·
Italië ·
Japan ·
Joegoslavië ·
Kazachstan ·
Kroatië ·
Letland ·
Liechtenstein ·
Litouwen ·
Luxemburg ·
Malta ·
Marokko ·
Mexico ·
Moldavië ·
Nederland ·
Nieuw-Zeeland ·
Nigeria · 
Noord-Ierland ·
Noord-Macedonië ·
Noorwegen ·
Oekraïne ·
Oostenrijk ·
Paraguay ·
Peru ·
Polen ·
Portugal ·
Qatar ·
Roemenië ·
Rusland ·
San Marino ·
Saoedi-Arabië ·
Servië ·
Slovenië ·
Slowakije · 
Sovjet-Unie ·
Spanje ·
Trinidad en Tobago · 
Tsjechië ·
Tsjecho-Slowakije ·
Turkije · 
Uruguay ·
Verenigde Staten ·
Wales ·
Wit-Rusland ·
Zuid-Afrika ·
Zuid-Korea ·
Zweden ·
Zwitserland
Engeland (2021) · 
Kroatië (2021) · 
Nieuw-Zeeland (1982) · 
Tsjechië (2021)